# Ґейл Гарольд
Ґейл Гарольд (нар. 10 липня 1969, Декейтер, штат Джорджія) — американський актор, продюсер. Прославився виконанням ролі гея Брайана Кінні в серіалі «Близькі друзі» каналу «Showtime».

## Біографія
Ґейл Гарольд народився в місті Декейтер, штат Джорджія. Його батько був інженером, мати — агентом з нерухомості. Батьки були побожними п'ятидесятниками, і Ґейл отримав суворе виховання. У віці 15 років він залишив церкву зі словами «Я знав, що це дурниця»; його батько залишив церкву кількома роками пізніше.
Після закінчення школи Lovett в Атланті, Джорджія, Гарольд вступив в Американський Університет Вашингтона, отримував футбольну стипендію, став вивчати гуманітарні науки (в тому числі романську літературу), але залишив університет через півтора року після конфлікту з тренером. Потім Ґейл переїхав до Сан-Франциско, вирішивши вчитися фотографії в Художньому Інституті Сан-Франциско.
У 1997 році його подруга і землячка, Сьюзі Ландау (дочка актора Мартіна Ландау, продюсера фільмів Френсіса Форда Копполи), помітила талант Гейла і наполягла на тому, щоб той спробував себе на сцені. З 1997 року Ґейл брав уроки у Джоан Шекель (англ. Joan Scheckel), котра починала як акторка на Нью-Йоркській авангардній сцені. У середині 90-х Джоан відкрила власну майстерню для акторів і режисерів — і стала досить затребувана в Голлівуді.
У дитинстві Ґейл Гарольд ніколи не мріяв виступати на сцені перед великою аудиторією. Він захоплювався футболом, возився з мотоциклами і грав на гітарі. Перші кроки на сцені Ґейл зробив у Лос-Анджелеському Театральному центрі (англ. Los Angeles Theatre Center) у постановці «Я і мій друг» (англ. Me and My Friend) і після цього вирішив глибше вивчити акторську майстерність. «Коли я вперше побачив Меріан Селдес (англ. Marian Seldes) у постановці «The Play About the Baby», говорить Ґейл, «Я зрозумів, що таке — грати на сцені. Це почуття спілкування, те, що змусило мене кинути роботу з фотографією та друком і з головою зануритися у світ Театру.»
Задовго до того як Гейл приєднався до складу серіалу «Близькі друзі» (англ. Queer as Folk) і став проповідувати філософію каналу Showtime «Без обмежень», він перейшов межі дозволеного в декількох проектах, до яких сильно прив'язався. У 1998 році він грав туриста в п'єсі «Індійська королева» (англ. The Indian Queen), Британської опери в стилі бароко. Текст п'єси ряснів жорсткими расистськими стереотипами. Після прем'єри вистави журналіст «LA Times» написав: "Є щось в постановці «Індійська королева», що може образити буквально кожного. Але є також і те, що викличе захоплення і подив у кожного. Це суміш. Але це блискуча суміш".
Першою роллю у художньому фільмі для Гейла стала дивна, але приваблива до себе роль Букера в картині Пола Шорінга «36K» і недовга поява у фільмі Лорі Сільвербуш «Mental Hygiene».
У 2001 він знявся у фільмі «Поминки» (англ. Wake), зрежисований Роєм Фінчем. У 2002 Гейл був зайнятий в незалежній картині під назвою «Очі носорога» (англ. Rhinoceros Eyes), де зіграв на пару з Майклом Піттом, виконавши роль детектива. Навесні 2004 в Нью-Йорку він був задіяний у чорній комедії «Life on the Ledge» в ролі гангстера. Також у 2004 році Ґейл знявся у трисерійному фільмі для каналу Showtime під назвою «Батьки і діти» (англ. Fathers and Sons), який був вперше показаний на кінофестивалі в Сарасота в січні 2005 року. У картині «The Unseen» він знову зіграв з Мішель Клуні, з якою вже працював у серіалі «Близькі друзі». Зйомки проходили в околицях Атланти, штат Джорджія. У серіалі «Пропала» (англ. Vanished) для каналу FOX Гейл був задіяний тільки в перших 7 епізодах.
Гейл попрацював з кумиром свого дитинства Девідом Боуі, ставши помічником продюсера музичної стрічки «Скотт Вокер» (англ. Scott Walker: 30 Century Man), прем'єра якої відбулася на кінофестивалі в Лондоні у 2006 році.
Під час короткої перерви у зйомках серіалу «Близькі друзі» в 2001 року, Гарольд зіграв роль Джоша у позабродвейських постановці «Дядечко Боб» (англ. Uncle Bob). Йому дуже сподобалася ця роль, тому що його персонаж був прямою протилежністю Брайану Кінні. Джош емоційно нестійкий, з суїцидальними нахилами, можливо небезпечний і виразно непривітний молодий чоловік. Ґейл повернувся на нью-йоркську сцену тільки в 2006 році з п'єсою «Раптово, минулого літа» (англ. Suddenly Last Summer) за твором Теннессі Вільямса.
Як і у його альтер-его з серіалу «Близькі друзі», Брайана, у Ґейла відмінне почуття стилю. Один з його улюблених дизайнерів — Патрік Антоша, костюмер серіалу «Близькі друзі». 
| Мені подобається ходити по магазинах з костюмером, адже він знає цікаві місця. Забавно вбити кілька годин, прогулюючись між вішалок з одягом, що тебе заводить, але який ти навряд чи коли-небудь будеш носити. |
Патрік, однак, зауважив, що коли вони з Ґейлом ходять по магазинах, більшу частину часу вони проводять за розмовами і поїданням суші.
Ґейл дуже чутливий, розумний і сором'язливий; хоча, якщо судити про нього по ролі в «Близькі друзі», в це складно повірити. На жаль про нього відомо не багато, тому що Ґейл дуже скритний і не любить говорити про себе. Він любить говорити про свою роботу, тому що вона для нього дуже багато означає.

## Цікавинки
- Не любить говорити про своє особисте життя
- Ґейл обожнює мото-гонки, він відмінний механік і у нього є свій мотоцикл.
- Йому подобаються італійські марки Ducati і Moto Guzzi.

## Фільмографія
| Рік         | Фільм                                        | Оригінальна назва                 | Роль                             |
| ----------- | -------------------------------------------- | --------------------------------- | -------------------------------- |
| 1999 —      | Закон і порядок. Спеціальний корпус (серіал) | Law & Order: Special Victims Unit | Dr. Garrett Lang                 |
| 2000 — 2005 | Близькі друзі                                | Queer As Folk                     | Брайан Кінні                     |
| 2000        | 36K                                          | 36K                               | Booker O'Brien                   |
| 2001        | Гігієна для розуму                           | Mental Hygiene                    | Девід Райан                      |
| 2003        | Гранули правди                               | Particles of Truth                | Моррісон Уайлі                   |
| 2003        | Очі носорога                                 | Rhinoceros Eyes                   | Детектив Філ Барбара             |
| 2003        | Поминки                                      | Wake                              | Кайл Рівень                      |
| 2005        | Батьки і діти                                | Fathers and Sons                  | Елліотт                          |
| 2005        | Незриме                                      | The Unseen                        | Гарольд                          |
| 2005        | Марта за ґратами                             | Martha Behind Bars                | Пітер Бакановіч                  |
| 2005        | Життя на Леджено                             | Life On The Ledge                 | Чез                              |
| 2006        | Усі без розуму від Грейс                     | Falling for Grace                 | Ендрю Джеймс Баррінгтон-Молодший |
| 2006        | Зникла                                       | Vanished                          | Агент Грем Келтон                |
| 2008 — 2009 | Відчайдушні домогосподарки                   | Desperate Housewives              | Джексон Бреддок                  |
| 2008        | З боку пасажира                              | Passenger Side                    | Карл                             |
| 2010        | Родючий ґрунт                                | Fertile Ground                    | Nate Weaver                      |
| 2011        | Клініка                                      | Rehab                             | Доктор Деніел Броуді             |
| 2011—2012   | Таємне коло (телесеріал)                     | The Secret Circle                 | Чарльз Мід                       |
| 2015        | Поцілуй мене, убий мене                      | Kiss Me, Kill Me                  | Стівен                           |
| 2015        | Андрон                                       | Andron                            | Джуліан                          |